# Eugenia Więcek
Eugenia Elżbieta Więcek, po mężu Jabkowska (ur. 20 sierpnia 1959) – polska wieloboistka, osiągająca także sukcesy w skoku wzwyż, mistrzyni i rekordzistka Polski.

## Kariera sportowa
Była zawodniczką Wawelu Kraków, AZS Katowice i Górnika Zabrze.
Na mistrzostwach Polski seniorek na otwartym stadionie zdobyła dwa medale: złoty w skoku wzwyż w 1976 i srebrny w sztafecie 4 x 100 metrów w 1987. W halowych mistrzostwach Polski seniorek cztery medale: złoty w pięcioboju w 1985, srebrny w pięcioboju w 1982, dwa brązowe w biegu na 60 m ppł - w 1985 i 1987.
9 maja 1976 poprawiła wynikiem 1,81 rekord Polski w skoku wzwyż, należący od 27 czerwca 1975 do Anny Pstuś.
Rekordy życiowe:
- 100 m ppł – 13,70 (23.08.1987)
- skok w dal – 6.16 (19.06.1982)
- skok wzwyż – 1.81 (09.05.1976)
- siedmiobój – 5447 (04.07.1982)
- 60 m ppł (hala) - 8,54 (8.02.1987)